# Campeonato Mundial de Para-Atletismo de 2017 - 800 metros masculino
As competições de 800 metros masculino no Campeonato Mundial de Para-Atletismo de 2017 foram divididas em algumas categorias conforme o tipo e grau de deficiência dos atletas.

## Categoria T38
A disputa, que teve atletas das categorias T37 e T38, ocorreu em três rodadas preliminares e uma final, disputadas em 14 e 16 de julho. Os dois primeiros de cada rodada preliminar (Q) garantiram vaga na final. Além disso, os dois melhores ainda não classificados (q), independentemente da rodada em que participaram, avançaram à final. Os resultados estão em minutos.

### Rodadas preliminares
Rodada preliminar 1
| Pos. | Atleta                          | País      | Resultado | Notas |
| ---- | ------------------------------- | --------- | --------- | ----- |
| 1    | Michael McKillop                | Irlanda   | 2:07.59   | Q     |
| 2    | Louis Radius                    | França    | 2:07.88   | Q     |
| 3    | Madjid Djemai                   | Argélia   | 2:08.29   | q     |
| 4    | Michal Kotkowski                | Polónia   | 2:09.70   |       |
| 5    | Shayne Dobson                   | Canadá    | 2:20.83   |       |
| 6    | Carlos Castillo                 | Nicarágua | 2:21.26   |       |
| 7    | Dixon de Jesus Hooker Velasquez | Colômbia  | DNF       |       |

Rodada preliminar 2
| Pos. | Atleta                | País      | Resultado | Notas |
| ---- | --------------------- | --------- | --------- | ----- |
| 1    | Liam Stanley          | Canadá    | 2:05.89   | Q     |
| 2    | Abbes Saidi           | Tunísia   | 2:06.99   | Q     |
| 3    | José Luis Pizo Rincón | Colômbia  | 2:07.62   | q     |
| 4    | Surasak Damchoom      | Tailândia | 2:18.73   |       |
| 5    | Basile Meunier        | Bélgica   | 2:23.59   |       |
| 6    | Christoffer Vienberg  | Dinamarca | DQ        |       |

Rodada preliminar 3
| Pos. | Atleta                           | País      | Resultado | Notas |
| ---- | -------------------------------- | --------- | --------- | ----- |
| 1    | Deon Kenzie                      | Austrália | 2:06.87   | Q     |
| 2    | Abdelkrim Krai                   | Argélia   | 2:07.72   | Q     |
| 3    | Mitchell Chase                   | Canadá    | 2:11.33   |       |
| 4    | Daniel Hyna                      | Chéquia   | 2:12.68   |       |
| 5    | Mohamed Mehdi Raiss Fakhroeddine | Espanha   | 2:15.25   |       |
| 6    | Takafumi Igusa                   | Japão     | 2:17.28   |       |

### Final
| Pos.              | Atleta                | País      | Resultado | Notas |
| ----------------- | --------------------- | --------- | --------- | ----- |
| Medalha de ouro   | Michael McKillop      | Irlanda   | 2:00.92   |       |
| Medalha de prata  | Deon Kenzie           | Austrália | 2:02.15   |       |
| Medalha de bronze | Abbes Saidi           | Tunísia   | 2:02.38   |       |
| 4                 | José Luis Pizo Rincón | Colômbia  | 2:02.64   |       |
| 5                 | Abdelkrim Krai        | Argélia   | 2:04.01   |       |
| 6                 | Louis Radius          | França    | 2:05.12   |       |
| 7                 | Liam Stanley          | Canadá    | 2:05.48   |       |
| 8                 | Madjid Djemai         | Argélia   | 2:06.41   |       |